# Ninan Cuyochi
Ninan Cuyochi (zm. 1527) – dwunasty król Inków (Sapa Inca) w 1527 roku, syn swego poprzednika, króla Huayny Capaca. Podobnie jak ojciec zmarł na ospę podczas wielkiej epidemii, która nawiedziła Imperium Inków w 1527 roku, miało to miejsce kilka dni po obwołaniu go królem. Ninan Cuyochi często pomijany jest na listach królów inkaskich.